# 伊犁州农业良种繁育中心
伊犁州农业良种繁育中心，是中华人民共和国新疆维吾尔自治区伊犁哈萨克自治州伊宁市下辖的一个乡镇级行政单位。

## 行政区划
伊犁州农业良种繁育中心下辖以下地区：
伊犁州农业良种繁育中心虚拟生活区。